# Championnat du Kazakhstan de football 2014
Navigation
Premier-Liga 2013 Premier-Liga 2015
La saison 2014 de Premier-Liga kazakhe de football est la 23e édition de la première division kazakhe. Les douze meilleurs clubs du pays sont regroupés au sein d'une poule unique et s'affrontent deux fois, à domicile et à l'extérieur. Après 22 matches, deux poules sont formées suivant le classement, les six premiers s'affrontant sur de nouveaux matches aller-retour pour déterminer le champion et les participants aux coupe d'Europe, tandis que les six derniers s'affrontent pour déterminer les deux relégués en division inférieure.
C'est le club du FC Astana qui remporte la compétition après avoir terminé en tête de la poule pour le titre, avec cinq points d'avance sur le tenant du titre, le FK Aktobe et sept sur le FC Kairat Almaty. Il s'agit du tout premier titre de champion du Kazakhstan de l'histoire du club.

## Qualifications continentales
Trois places sont qualificatives pour les compétitions européennes, la quatrième place étant celles du vainqueur de la Coupe du Kazakhstan 2014. À l'issue de la saison, le champion se qualifie pour le 2e tour de qualification des champions de la Ligue des champions 2015-2016. Alors que le vainqueur de la Coupe du Kazakhstan prend la première des trois places en Ligue Europa 2015-2016, les deux autres places reviennent au deuxième et au troisième du championnat, qualifié pour le premier tour de qualification. Aussi si le vainqueur de la coupe fait partie des trois premiers, les places sont décalées et la dernière place revient au finaliste de la coupe. Si ce dernier club fait lui-même partie des trois premiers, la dernière place revient au quatrième du championnat.

## Clubs participants
| - FK Aktobe - FC Astana - FC Kairat Almaty - FK Taraz - FC Ordabasy Chymkent - Shakhtyor Karagandy | - FK Atyrau - FC Irtych Pavlodar - FK Spartak Semeï - Promu de D2 - FC Jetyssou Taldykourgan - FC Tobol Kostanaï - FC Kaysar Kyzyl-Orda - Promu de D2 |

## Compétition

### Classement
Le classement est établi sur le barème de points classique (victoire à 3 points, match nul à 1, défaite à 0).
| Rang | Équipe                   | Pts | J  | G  | N | P  | Bp | Bc | Diff |
| ---- | ------------------------ | --- | -- | -- | - | -- | -- | -- | ---- |
| 1    | FK AktobeT               | 43  | 22 | 12 | 7 | 3  | 34 | 17 | +17  |
| 2    | FC Kairat Almaty         | 42  | 22 | 13 | 3 | 6  | 41 | 20 | +21  |
| 3    | FC Astana                | 39  | 22 | 10 | 9 | 3  | 34 | 17 | +17  |
| 4    | Shakhtyor Karagandy      | 36  | 22 | 11 | 3 | 8  | 33 | 27 | +6   |
| 5    | FC Ordabasy Chymkent     | 35  | 22 | 10 | 5 | 7  | 24 | 22 | +2   |
| 6    | FC Kaysar Kyzyl-OrdaP    | 32  | 22 | 8  | 8 | 6  | 23 | 23 | 0    |
|      |                          |     |    |    |   |    |    |    |      |
| 7    | FC Jetyssou Taldykourgan | 27  | 22 | 7  | 6 | 9  | 15 | 18 | -3   |
| 8    | FC Tobol Kostanaï        | 26  | 22 | 6  | 8 | 8  | 22 | 29 | -7   |
| 9    | FC Irtych Pavlodar       | 24  | 22 | 6  | 6 | 10 | 28 | 35 | -7   |
| 10   | FK Atyrau                | 24  | 22 | 6  | 6 | 10 | 19 | 27 | -8   |
| 11   | FK Taraz                 | 19  | 22 | 5  | 4 | 13 | 21 | 34 | -13  |
| 12   | FK Spartak SemeïP        | 14  | 22 | 3  | 5 | 14 | 16 | 41 | -25  |

| Légende : Qualifications | Légende : Qualifications                                                    |
| ------------------------ | --------------------------------------------------------------------------- |
|                          | Qualification pour la poule pour le titre                                   |
|                          | Participation à la poule de relégation                                      |
|                          | T : Tenant du titre P : Promu de D2 C : Vainqueur de la Coupe du Kazakhstan |

### Matchs
| Résultats (▼dom., ►ext.) | AKT | AST | ATY | IRT | KRT | KSR | ORD | SHA | SEM | TAR | TOB | JET |
| FK Aktobe                |     | 1-1 | 0-0 | 3-0 | 1-0 | 3-0 | 1-1 | 4-0 | 3-0 | 2-0 | 3-1 | 1-0 |
| FC Astana                | 1-2 |     | 3-0 | 5-3 | 2-2 | 1-0 | 1-1 | 4-0 | 5-0 | 1-0 | 1-0 | 0-0 |
| FK Atyrau                | 0-0 | 1-0 |     | 0-1 | 0-3 | 1-3 | 1-1 | 3-2 | 2-1 | 3-0 | 0-0 | 1-2 |
| FC Irtych Pavlodar       | 1-1 | 3-4 | 0-1 |     | 0-1 | 1-1 | 2-0 | 1-0 | 5-0 | 2-0 | 0-3 | 1-0 |
| FC Kairat Almaty         | 7-1 | 0-0 | 0-1 | 2-1 |     | 1-0 | 0-1 | 2-0 | 4-1 | 3-1 | 3-1 | 2-1 |
| FC Kaysar Kyzyl-Orda     | 2-2 | 1-0 | 2-1 | 4-2 | 0-1 |     | 1-0 | 1-0 | 1-1 | 0-0 | 0-0 | 0-0 |
| FC Ordabasy Chymkent     | 1-0 | 0-1 | 1-0 | 2-1 | 1-0 | 2-1 |     | 2-1 | 2-1 | 1-1 | 3-0 | 1-1 |
| Shakhtyor Karagandy      | 1-1 | 0-0 | 2-0 | 2-2 | 1-0 | 4-1 | 3-1 |     | 1-0 | 1-0 | 4-1 | 3-0 |
| FK Spartak Semeï         | 0-1 | 1-1 | 2-1 | 0-0 | 2-5 | 1-1 | 2-0 | 0-1 |     | 0-1 | 2-1 | 1-1 |
| FK Taraz                 | 0-2 | 1-1 | 3-3 | 5-1 | 2-3 | 0-1 | 2-1 | 1-5 | 2-0 |     | 1-1 | 1-0 |
| FC Tobol Kostanaï        | 0-2 | 1-1 | 0-0 | 1-1 | 2-2 | 1-1 | 2-1 | 2-0 | 2-1 | 1-0 |     | 0-2 |
| FC Jetyssou Taldykourgan | 1-0 | 0-0 | 1-0 | 0-0 | 1-0 | 1-2 | 0-1 | 1-2 | 1-0 | 1-0 | 1-2 |     |

## Seconde phase
Toutes les équipes démarrent la seconde phase avec la moitié du total de points acquis à l'issue de la première phase, arrondi au supérieur.

### Poule pour le titre
| Rang | Équipe                | Pts | J  | G  | N  | P  | Bp | Bc | Diff |
| ---- | --------------------- | --- | -- | -- | -- | -- | -- | -- | ---- |
| 1    | FC Astana             | 45  | 32 | 18 | 10 | 4  | 63 | 26 | +37  |
| 2    | FK AktobeT            | 40  | 32 | 17 | 10 | 5  | 52 | 31 | +21  |
| 3    | FC Kairat AlmatyC     | 38  | 32 | 18 | 5  | 9  | 58 | 31 | +27  |
| 4    | FC Ordabasy Chymkent  | 27  | 32 | 13 | 5  | 14 | 34 | 44 | -10  |
| 5    | FC Kaysar Kyzyl-OrdaP | 27  | 32 | 10 | 13 | 9  | 30 | 34 | -4   |
| 6    | Shakhtyor Karagandy   | 21  | 32 | 11 | 6  | 15 | 41 | 49 | -8   |

|  | Qualification pour le 2e tour préliminaire de la Ligue des champions 2015-2016 |
|  | Qualification pour le 1er tour préliminaire de la Ligue Europa 2015-2016       |
|  | T : Tenant du titre C : Vainqueur de la Coupe du Kazakhstan P : Promu de D2    |

### Poule de relégation
| Rang | Équipe                   | Pts | J  | G  | N  | P  | Bp | Bc | Diff |
| ---- | ------------------------ | --- | -- | -- | -- | -- | -- | -- | ---- |
| 7    | FC Tobol Kostanaï -3     | 26  | 32 | 10 | 12 | 10 | 35 | 35 | 0    |
| 8    | FC Jetyssou Taldykourgan | 25  | 32 | 10 | 8  | 14 | 21 | 31 | -10  |
| 9    | FK Atyrau                | 25  | 32 | 10 | 7  | 15 | 30 | 43 | -13  |
| 10   | FC Irtych Pavlodar       | 25  | 32 | 9  | 10 | 13 | 39 | 44 | -5   |
| 11   | FK Taraz                 | 25  | 32 | 9  | 7  | 16 | 32 | 45 | -13  |
| 12   | FK Spartak SemeïP        | 21  | 32 | 7  | 7  | 18 | 30 | 52 | -22  |

|  | Qualification pour les barrages de relégation |
|  | Relégation en deuxième division               |
|  | P : Promu de deuxième division                |

### Barrage de relégation
| 16 novembre 2014 | FK Taraz        | 3-1 | FC Kyran (D2)   | Astana Arena                                  |                                               |
| 11:00            | Yarovenko 59e   |     | Zhumakhanov 24e | Spectateurs : 500 Arbitrage : Aidyn Rahinbaev | Spectateurs : 500 Arbitrage : Aidyn Rahinbaev |
| 11:00            | Tirs au but 3-1 |     |                 | Spectateurs : 500 Arbitrage : Aidyn Rahinbaev | Spectateurs : 500 Arbitrage : Aidyn Rahinbaev |

- Les deux formations se maintiennent dans leur championnat respectif.

## Bilan de la saison
| Championnat du Kazakhstan de football 2014    |                        |
| Champion                                      | FC Astana (1er titre)  |
| Coupes et trophées                            |                        |
| Vainqueur de la Coupe du Kazakhstan 2014      | FC Kairat Almaty       |
| Vainqueur de la Supercoupe du Kazakhstan 2014 | FK Aktobe              |
| Qualifications continentales                  |                        |
| Ligue des champions 2015-2016                 | FC Astana              |
| Ligue Europa 2015-2016                        | FK Aktobe              |
| Ligue Europa 2015-2016                        | FC Kairat Almaty       |
| Ligue Europa 2015-2016                        | FC Ordabasy Chymkent   |
| Promotions et relégations                     |                        |
| Promus en Premier-Liga                        | FC Okjetpes Kokchetaou |
| Relégués en Pervaïa Liga                      | FK Spartak Semeï       |